# Боје Врњачке бање
Боје Врњачке Бање је српски краткометражни филм сниман 2017. и 2018. године чији је aутор Ђорђе Петровић, а асистент Марко Петровић. Филм је премијерно приказан на отварању 42. Фестивала филмског сценарија у Врњачкој Бањи 2018. године.

## О филму
Филм је настао коришћењем timelapse технике, од 20.000 фотографија, и то поводом великог јубилеја: 150 година организованог туризма у Врњачкој Бањи.

## Радња
Циљ овог краткометражног филма је да кроз сва четири годишња доба дочара лепоту и једноставност живљења како људи који живе у Врњачкој Бањи, тако и великог броја туриста који уживају у дугим шетњама врњачком променадом и парком. У кадровима филма може се наћи одговор на питање зашто баш ово место носи титулу краљице и шта је оно што посетиоце мами и увек изнова враћа у нашу Бању.

## Награде
- Врмџа фест – Интернационални фестивал туристичко-еколошког документарног филма: Прва награда у категорији промотивни туристички филм